# SUNRISE日本/HORIZON
《SUNRISE日本/HORIZON》是嵐的第二枚單曲。於2000年4月5日發行。唱片公司為波麗佳音。

## 解說
- 嵐首張雙A面及以Maxi Single形式出版的單曲，初回限定盤造成了飛碟的形狀。
- 本作為嵐首次取得月間一位，為嵐的單曲之中銷量第四位。（以2008年11月公信榜作準。）
- 雖是雙A面單曲，卻沒有HORIZON的PV。
- 目前已成為廢盤。

## 收錄曲
1. SUNRISE日本
（作詞：F&T 作曲：馬飼野康二）
富士電視台「專業棒球news2000」主題曲
2. HORIZON
（作詞：TAKESHI 作曲：谷本新）
第31回「春天高校排球賽」印象曲
3. SUNRISE日本（Original Karaoke）
4. HORIZON（Original Karaoke）